# Osoriella
Osoriella is een geslacht van spinnen uit de  familie van de Anyphaenidae (buisspinnen).

## Soorten
- Osoriella domingos Brescovit, 1998
- Osoriella pallidoemanu Mello-Leitão, 1926
- Osoriella rubella (Keyserling, 1891)
- Osoriella tahela Brescovit, 1998